# Мартиненко Микола Дмитрович
Мико́ла Дми́трович Марти́ненко (нар. 26 серпня 1990) — український бадмінтоніст, майстер спорту України, призер чемпіонатів України, учасник і переможець міжнародних змагань.

## Досягнення
національні турніри
На Кубку України з бадмінтону серед юнаків та дівчат 2014 року зайняв 1 місце разом з Андрієм Зінуховим.
У парі з братом Максимом Мартиненком зайняв 3 місце в чемпіонаті України 2011 року (Харків). 2015 року став бронзовим призером чемпіонату України в парі з Андрієм Зінуховим. 2016 року з Сергієм Доном посів 3 місце на Кубку незалежності в Харкові. 2017 року разом з Олександром Колесніком переміг на XIII літній Універсіаді України в Харкові. Був капітаном команди Дніпропетровщини на командному чемпіонаті України 2018 року, яка стала переможцем і здобула право взяти участь в Кубку європейських чемпіонів (Білосток, Польща). 2019 року посів 3 місце на Кубку України в парі з Владиславом Булденком.
міжнародні турніри
2016 року разом з Сергієм Доном став 3-м призером міжнародного турніру з бадмінтону Latvia International 2016 у місті Єлгава (Латвія).. В тому ж році вони разом посіли 3-є місце на міжнародному турнірі Lithuanian International 2016 в Литві і на міжнародному турнірі Slovak Open 2016.
2017 року з Олександром Колесніком здобув 3-є місце на міжнародному турнірі KaBaL Czech International 2017 (Карвіна, Чехія).